# 2004 في العراق
فيما يلي قوائم الأحداث التي وقعت خلال عام 2004 في العراق.

## أحداث
- 5 نيسان - معركة الكوت
- 5 أغسطس – معركة النجف الثانية

## سياسة

### تعيين في المنصب
- 1 يناير – حكمت حكيم عضو في الجمعية الوطنية الانتقالية.
- 1 أبريل – علي علاوي وزارة الدفاع.
- 1 أبريل – مسعود برزاني رئيس وزراء العراق.
- 1 يونيو – إياد علاوي رئيس وزراء العراق.
- 28 يونيو – غازي مشعل عجيل الياور رئيس العراق.

### انتهاء فترة المنصب
- 30 أبريل – مسعود برزاني رئيس وزراء العراق.
- 1 يونيو – علي علاوي وزارة الدفاع.

## أفلام
من الأفلام التي صدرت هذه السنة في العراق:
- 1 يناير – السلاحف تستطيع الطيران من إخراج باهمان غوبادي.

## وفيات

### يناير
- 1 يناير – إسماعيل فتاح الترك (مواليد 1934) فنان عراقي.
- 1 يناير – حقي توفيق المفتي (مواليد 1912) ضابط عسكري ومحامي ووزير عراقي.
- 1 يناير – شاكر حسن آل سعيد (مواليد 1925) رسام وفنان تشكيلي عراقي.
- 1 يناير – وليد الأعظمي (مواليد 1939) شاعر وخطاط ومؤرخ وداعية إسلامي.

### مايو
- 17 مايو – عز الدين سليم (مواليد 1943) رئيس سابق لمجلس الحكم الانتقالي العراقي.

### يوليو
- 6 يوليو – سمير نقاش (مواليد 1938) كاتب إسرائيلي.

### سبتمبر
- 26 سبتمبر – ناطق هاشم (مواليد 1960) لاعب كرة قدم عراقي.